# ميلان-سان ريمو 2010
ميلان-سان ريمو 2010 هو سباق دراجات هوائية أقيم بتاريخ 20 مارس، تكون السباق من مرحلة واحدة وامتدّ لمسافة 298 كم بسرعة 42.830 كم/س، استغرق السباق 6 ساعة 57 دقيقة 28 ثانية. فاز به الإسباني أوسكار فريري وحلّ ثانيا البلجيكي توم بونن بينما حصل على المركز الثالث الإيطالي أليساندرو بيتاتشي.

## الترتيب
| م                     | الدرّاج            | البلد   | الزمن                    |
| --------------------- | ----------------- | ------- | ------------------------ |
| الفائز بالترتيب العام | أوسكار فريري      | إسبانيا | 6 ساعة 57 دقيقة 28 ثانية |
| الثاني                | توم بونن          | بلجيكا  |                          |
| الثالث                | أليساندرو بيتاتشي | إيطاليا |                          |